# Moordorf
Moordorf è una frazione di 18 abitanti del comune tedesco di Hohenmölsen, nella regione dello Schleswig-Holstein.
Fino al 31 dicembre 2007 ha costituito un comune autonomo.

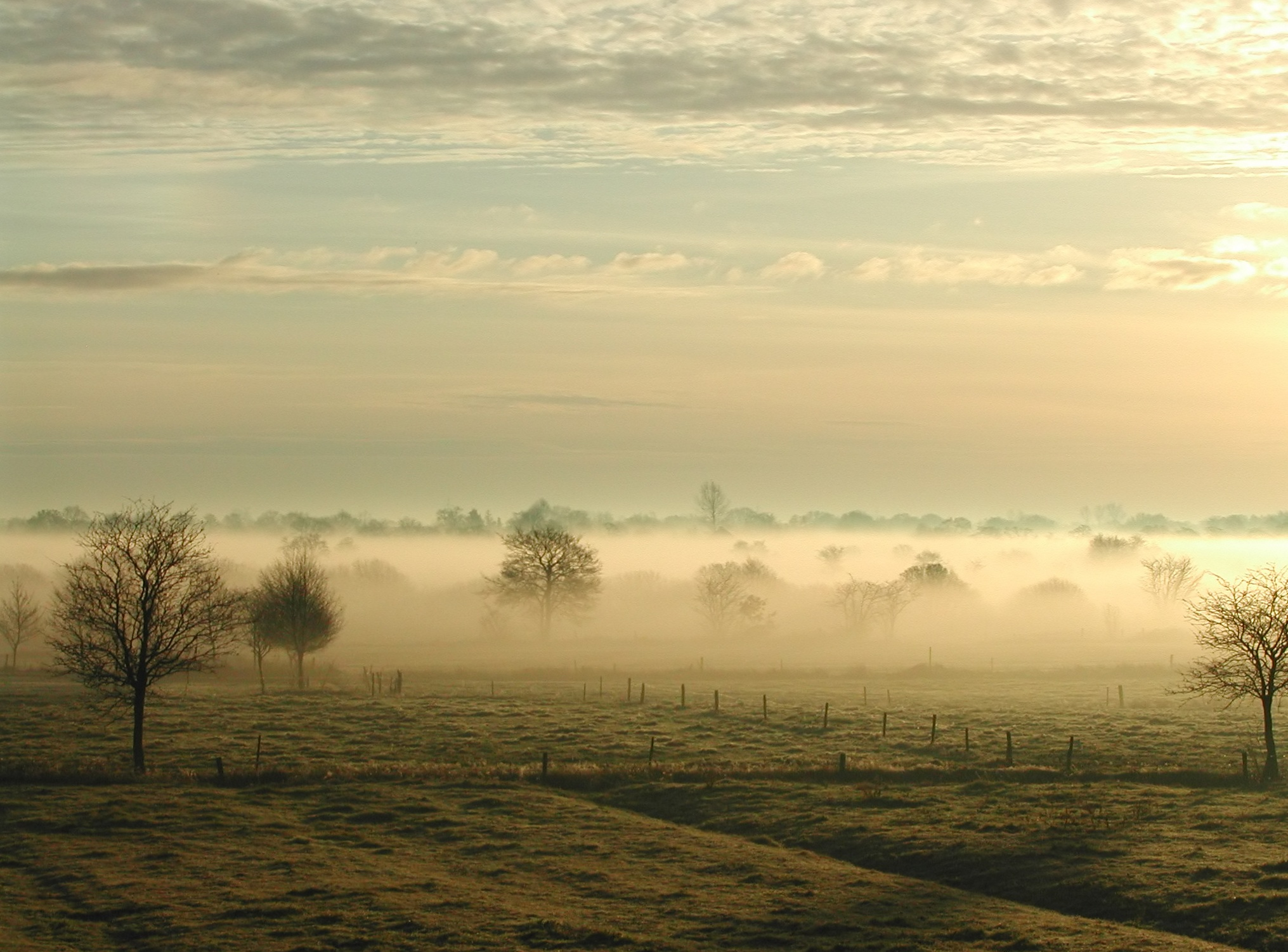
Nebbia presso Moordorf, Frisia orientale